# Tormaleo
Tormaleo es una parroquia del concejo de Ibias en el Principado de Asturias y un lugar de dicha parroquia que da nombre a todo el conjunto. La parroquia se encuentra hacia el sur del concejo, limitando con la provincia de León.

## Toponimia
Según Xosé Lluis García Arias, en Toponimia Asturiana, y remitiéndose al Padre Carvallo, en Antigüedades y cosas memorables de Asturias, Tormaleo «podría guardar relación con el latín TURMAM ‘escuadrón de caballería’»:

[...] y esto se colige también de algunos nombres, como es el de Tormaleo, Lugar de Asturias, llamado Tormalexeo, por residir en el una Turma de Legion, que eran treinta hombres de a cavallo
Pág. 42

Así descarta que el topónimo provenga de «torre», hipótesis que sí contempla el arqueólogo José Antonio Ron Tejada.
Del mismo modo se han propuesto otras hipótesis. Abelardo Herrero Alonso señala que puede proceder de «tormos», relacionado filológicamente con «turmo», peñasco, de substrato prerromano. Y Francisco Villar sugiere una procedencia prerromana del hipotético hidrónimo *Turmaleios.

## Geografía
La parroquia es la más meridional del concejo, limitando al oeste con la de Pelliceira, al norte con la de San Clemente, al este con la de Taladrid y al sur con la provincia de León, municipios de Candín y Peranzanes. Tiene una superficie de 36,45 km², muy montañosa. La mayoría de ella se sitúa por encima de los 800 m de altitud (30,49 km²); así mismo, 29,56 km² tiene una pendiente superior al 20%. El término parroquial se encuentra rodeado por las sierras de Torga, Campo de Liares, Mingatón, Cienfuegos, Corredoira y Pandelo, que delimitan la cuenca del río Luiña.
La sierra de Torga toma su nombre de la aldea homónina, situada en su ladera oriental. Se sitúa entre los ríos Luiña y Busante, con rumbo de norte a sur, separando las parroquias de Tormaleo y San Clemente. Su cumbre más elevada es el pico del Viso (1 293 m)
De oeste a este, las sierras de Campo de Liares, Mingatón, Corredoira y Cienfuegos cierran el valle del Luiña por el sur y forman la frontera natural de las provincias de Asturias y León, dentro del término parroquial. La sierra de Campo de Liares, con dirección noroeste-sureste, tiene su cumbre más elevada en el pico de Chailón de Cinsa, de 1 720 m. La de Mingatón continúa la dirección de la de Campo de Linares girando al suroeste. A continuación se sitúa el cordal de la Corredoira, al noreste del pico de Miravalles, en la provincia de León. En la sierra de Cienfuegos se encuentra el puerto de montaña homónimo, también conocido como de Fornela, antiguo paso a la provincia de León.
El lugar de Tormaleo se sitúa a una altitud de 950 m, en la sierra de Pandelo, siendo la localidad a mayor cota de la parroquia. Dista 25 km de la villa de San Antolín, capital del municipio.

### Geología
El término parroquial se sitúa en el dominio del Navia y Alto Sil de la zona Asturoccidental-Leonesa, estando la mayor parte de la superficie de su terreno formada por materiales ordovícicos. Así mismo, aflora una cuenca carbonífera datada en el Estefaniense, con una superficie de 5 km². También existen depósitos cuaternarios sobre los materiales paleozoicos y carboníferos.

#### Estefaniense
La de Tormaleo es una de las cuencas carboníferas estefanienses del occidente de Asturias, junto con las de Tineo, Cangas del Narcea, Rengos, Ibias, Carballo y Villablino. Estas cuencas son estratigráficamente similares y las sucesiones presentes en ellas son muy similares.
Tormaleo se sitúa discordante sobre la formación conocida como Pizarras de Luarca, del Ordovícico medio y, como el resto de las cuencas estefanienses del occidente asturleonés, se corresponde con una cuenca continental, formada por aportes fluviales arrastrados desde el norte en un medio pantanoso-lacustre. El Inventario de recursos de carbón en España (1979) le atribuye la misma génesis que a la cuenca de Villablino, mientras que Luis Pedro Fernández señala únicamente como hipótesis que las cuencas estefanienses provengan de una misma cuenca original, separadas actualmente debido a la erosión.
El afloramiento tiene un espesor de 270-350 m a 850 m en el que se encuentran 10 capas, con potencias entre 1 m y 2,8 m. La base está formada por una pudinga (conglomerado de cantos subangulosos y redondeados) y sobre ella se sitúan una serie de alternancias de pizarras, areniscas y capas de carbón.
P. Lorenzo dató el Carbonífero de Tormaleo en el Estefaniense B medio-C. Para ello recurrió a los fósiles vegetales presentes a techo de la capas n.º 1 y n.º 5. Así la primera sería del Estefaniense B medio y la última del Estefaniense C.

### Hidrografía
El término parroquial es regado por el río Luiña, afluente del río Ibias por la izquierda, que transcurre de sur a norte. Nace a una altitud aproximada de 1 700 m. y tiene una longitud de 10 682 m. Sus principales afluentes son:
- Por la izquierda, el arroyo de los Molinos (dos Mulíos)
- Por la derecha, los arroyos de Corisco, Fresno, Fondodevilla y la Louseira.

En el sur del término parroquial, en la sierra de La Corredoria existe un conjunto de lagunas de origen glaciar, que Fernández y García, en su obra Lagos y Lagunas de Asturias, denominan como «lagunas de Luiña», que comprenderían la de Os Chagozos, los pozos de La Mayada y la laguna de Campo Salgao, que califican como «hermanos de las lagunas de circo del pico Miravalles», en el municipio leonés de Candín. A este conjunto también pertenecería las lagunas de la sierra de Borde y a Tormaleo la de Chao Piedaque, al oeste del río Mayor, según los mismos autores. La Confederación Hidrográfica del Cantábrico, en su sitio web recoge la denominación de «Lagos de Chagozos» y les asigna unas superficies de 0,6 ha para los mismos y de 27,12 ha para su cuenca.
La laguna de Os Chagozos es de subcirco, con aguas permanentes, siendo sus aportes producto de la escorrentía. A su noroeste se sitúan la treintena de pozas de La Mayada, en la turbera formada por la colmatación de un subcirco, atravesada por un curso de agua. Y al noreste de Chagozos se sitúa Campo Salgao, también de escorrentías.

### Demografía
En 1981 la parroquia de Tormaleo tenía 693 habitantes censados. Hasta 2002 mantuvo una población superior a las 600 personas. A partir de entonces comienza un proceso de pérdida de población paralelo a la reducción de la actividad de la minería del carbón. En 2006 la parroquia baja de los 500 habitantes (483) y 8 años después, en 2014, de los 400 (389). 
A 1 de enero de 2021, la parroquia de Tormaleo tenía una población empadronada de 301 habitantes, 169 hombres y 132 mujeres.  Según el censo de 2001, el número de viviendas familiares era de 297, siendo 218 consideradas como principales.

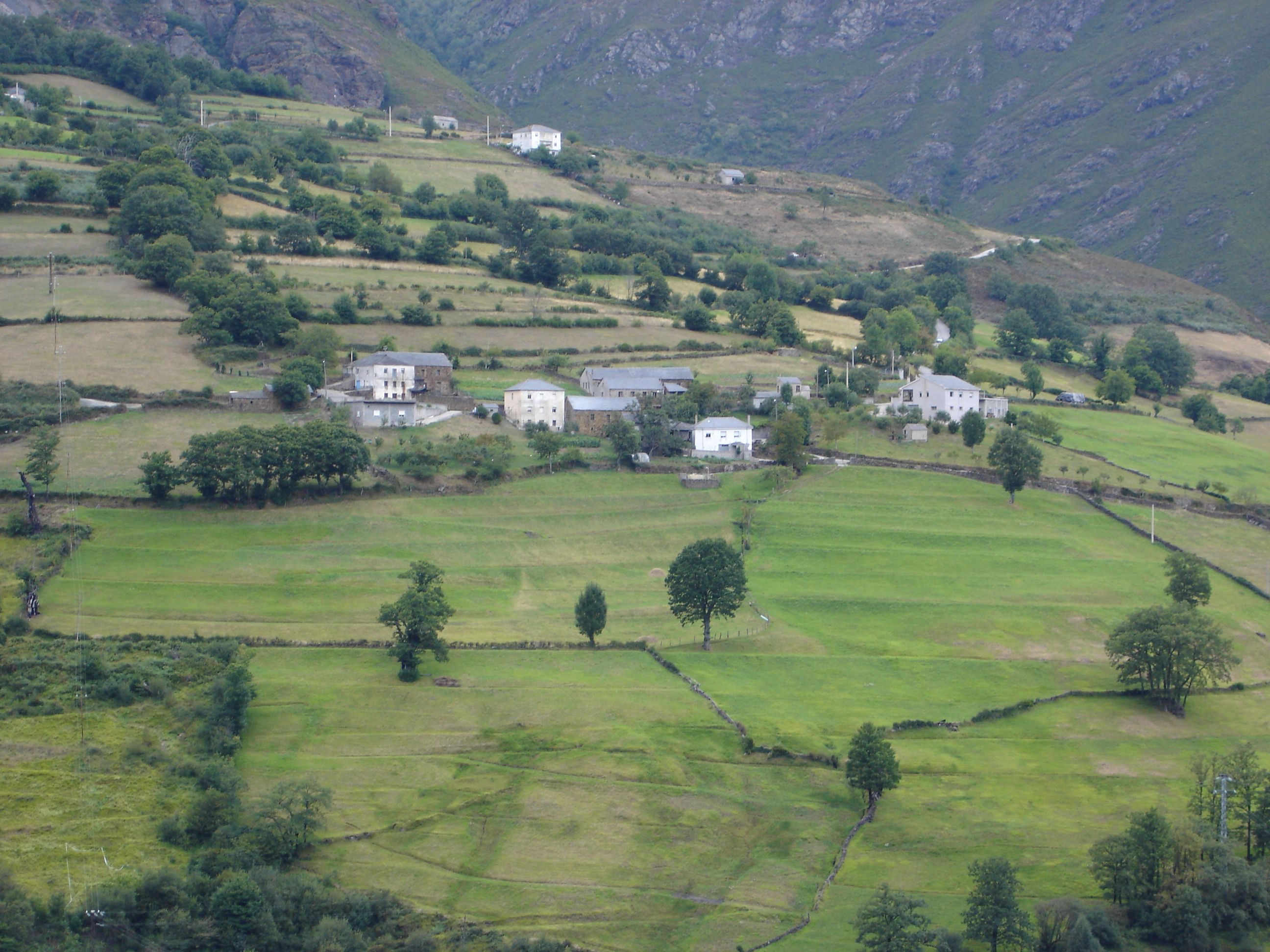
Vista de Villares de Abajo.

Según el nomenclátor del INE de 2021, la parroquia comprende las localidades de: 
| Topónimo (id. tradicional)            | Categoría histórica | Población empadronada | Viviendas (2001) | Altitud | Distancia a la capital |
| ------------------------------------- | ------------------- | --------------------- | ---------------- | ------- | ---------------------- |
| Buso                                  | aldea               | 23 hab.               | 23               | 800 m   | 24 km                  |
| Fondodevilla (Fondo de Vila)          | aldea               | 62 hab.               | 48               | 800 m   | 24 km                  |
| Fresno (Freisno)                      | aldea               | 4 hab.                | 10               | 860 m   | 25 km                  |
| Luiña                                 | lugar               | 64 hab.               | 63               | 700 m   | 23 km                  |
| Torga                                 | aldea               | 15 hab.               | 18               | 825 m   | 20 km                  |
| Tormaleo                              | lugar               | 31 hab.               | 38               | 950 m   | 25 km                  |
| Villares de Abajo (Vilares d'Abaixo)  | lugar               | 91 hab.               | 89               | 810 m   | 25 km                  |
| Villares de Arriba (Vilares d'Arriba) | lugar               | 12 hab.               | 12               | 910 m   | 26 km                  |

Se comunican entre ellos y con la red general de carreteras a través de la carretera comarcal AS-212. O dicha vía pasa por la población, como si fuera una calle más, o el acceso a la misma es fácil y muy corto. Buso, Fondodevilla, Fresno, Luiña, los dos Villares y Tormaleo se encuentran muy próximos entre sí formando prácticamente un mismo conjunto urbano. Torga es una aldea que no tiene continuidad edificatoria con otras poblaciones. 
A través de desvíos desde la AS-212, que pueden estar asfaltados o ser pistas forestales, se accede a otros núcleos de población más pequeños de la parroquia.
La localidad más poblada de la parroquia es Villares de Abajo. A mediados del siglo XIX este lugar era el último núcleo de población del concejo. Pero la construcción de un poblado minero en Villares de Abajo supuso un notable incremento demográfico, convirtiéndole en el núcleo más habitado de la parroquia de Tormaleo y en uno de los más poblado de Ibias.
Al igual que sucede en otra zonas del concejo, la disminución del censo implica pérdida de habitantes permanentes, pero no un fenómeno de abandono, de despoblación. Este hecho se manifiesta en que la inmensa mayoría de las viviendas están en uso aunque en teoría haya menos habitantes. Ello es así porque la parroquia de Tormaleo se está convirtiendo en un importante núcleo de segunda residencia y de residencia vacacional.

## Historia

### Neolítico
En Chao dos Moullois (Villares de Arriba) existe una de las necrópolis del concejo de Ibias, testimonios de la presencia humana en el mismo desde el Neolítico. Formada por cuatro túmulos, presenta cazoletas grabadas en los ortostatos y se sitúa en la sierra de Borde, en su línea de cumbre.
Al norte de la confluencia del arroyo de Fondodevilla con el río Luiña, se sitúa el castro de El Castelo, sobre un espolón rocoso. Es uno de los castros identificados por el profesor José Manuel González y Fernández-Vallés en su Catalogación de los castros asturianos. Según José A. Ron Tejedo, autor del Inventario Arqueológico del concejo de Ibias, podría ser el origen del topónimo Tormaleo, en cualquiera de las hipótesis del origen del mismo.

### Edad Moderna
La parroquia fue coto de señorío hasta el año 1826, en que una real orden de Fernando VII suprimió los cotos y jurisdicciones de Asturias. Dichos territorios pasaron a integrarse en el concejo más próximo, Ibias en este caso.

### Edad Contemporánea
A finales del siglo XX y principios del XXI, la principal actividad de la parroquia, y del concejo, fue el laboreo del yacimiento de antracita.

#### Yacimiento
La existencia del yacimiento ya fue señalada por Guillermo Schulz en su obra Descripción geológica de la provincia de Oviedo (1858):

Tres leguas mas al S. O. de Vega de Rengos, ó sean seis leguas de la villa de Cangas, se encuentra junto á Tormaleo en la región de Ibias otro grupo de terreno carbonífero muy cerca de la línea divisoria con Leon ó el Vierzo, este terreno carbonífero tiene por base una pizarra negra parecida á la general siluriana, pero está aquí casi plana por espacio de una legua en cuadro no obstante su proximidad á la línea culminante de la cordillera principal y no obstante la inclinacion muy rápida al Oeste que en los demas puntos del valle de Ibias es característica en el terreno antiguo, por lo que no podemos decidir si será ó no de la misma época. Sobre dicha pizarra llana se halla concordante con ella en las inmediaciones de Tormaleo una arenisca gris y sobre esta al N. y N. E. del pueblo una loma de poca longitud y de unos mil metros de ancho denominada Pico del Gato, compuesta por bancos muy tendidos de pudinga, arenisca y pizarrilla con diferentes bancos de carbon, contándose de estos hasta cinco de considerable espesor; el carbon es mayormente antracitosos y pulverulento en parte, y  en la arenisca de sus costeros se ven restos de plantas.
pág. 31

[...] no deteniéndonos en examinar minuciosamente la calidad de los carbones situaods en la cercanias de Tineo, Cangas de Tineo y Teberga, ni las abundantes antracitas de Tormaleo en las montañas de Ibias, porque en todos estos puntos no ofrece por ahora grande interés mercantil el carbon mineral [...]
pág. 85

En el Inventario de recursos de carbón en España (1979), el yacimiento es clasificado dentro de la zona de El Bierzo-Villablino, en la subzona Norte, con las cuencas de Villablino, Cerredo y San Emiliano. Esta fuente le asignaba, en dicho año, un tonelaje práctico (recuperable) de 11,8 millones de toneladas.
En la Actualización del inventario de recursos nacionales de carbón (1982), el yacimiento es clasificado como una subzona dentro de la zona de Villablino, junto a la de Cerredo y Monasterio de Hermo y la de la Villablino. En esta actualización, el tonelaje total explotable es de 12,2 millones de toneladas. Según este documento, dentro de la subzona se distinguen tres áreas, separadas por fallas, que de oeste a este son: la Braña, con dos subáreas, Regueiro y Barreiras; Peña Furada; y La Campa.

#### Laboreo
Las primeras denuncias (solicitudes de concesiones mineras) son de finales del siglo XIX. Fernández Gómez señala en su Informe técnico de las minas de carbón de Tormaleo (Asturias) de 1932, que las más antiguas de sus concesiones tenían más de 50 años.
Su explotación a gran escala no comenzó hasta 1964, por minería subterránea y a cielo abierto. La producción, que en dicho año fue de 16 337 toneladas, se destina a la generación eléctrica en la central térmica de Compostilla II, en el municipio de Cubillos del Sil (León).
Hasta el año 1998, en que se desmontó, existía un teleférico minero que, atravesando el puerto de Cienfuegos mediante un túnel, conectaba Tormaleo con Páramo del Sil. El transporte del carbón, que en lado leonés discurría por el valle de Fornela, se realizaba con 400 baldes de 800 kg de capacidad cada uno. En Páramo de Sil era cargado en ferrocarril con destino a la térmica.
El profesor Maurín Álvarez calificó, en 1993, la minería de Tormaleo como «marginal, de explotación tardía, de vinculación extraterritorial y exclusivamente de enclave».
Según los datos que recoge en la Dirección General de Minería y Energía del Principado de Asturias en su sitio web, las concesiones mineras son las siguientes:
| Explotación                     | Concesionario          | Tipo          | Localización         |
| ------------------------------- | ---------------------- | ------------- | -------------------- |
| Tormaleo (Abundancia y otras)   | Coto Minero Cantábrico | Subterránea   | Fondodevilla         |
| C. A. Área noroeste de Tormaleo | Uminsa                 | Cielo abierto | La Campa y Salgueiro |
| Braña de Eiroa                  | Coto Minero Cantábrico | Cielo abierto | Los Villares         |

## Arquitectura popular
Las construcciones con teito pertenecen a la arquitectura popular autóctona, destinadas a viviendas, pajares, cabañas para ganado, hórreos y otros pequeños edificio auxiliares. Son edificios con muros de piedra y techumbre vegetal de paja de centeno.
Las casas eran redondeadas, con un solo espacio para la familia y el ganado. El hogar —la lumbre— estaba situado en medio para repartir por igual la luz y el calor; a su alrededor estaban los escaños de madera (escanos). Estas casas estaban cubiertas por techumbre de paja de centeno. En todas las casas había vajilla de madera que fabricaban en las aldeas de El Bao y Sisterna (Astierna) del concejo de Ibias y en El Corralín (Il Curralin) y Trabao pertenecientes al concejo de Degaña.

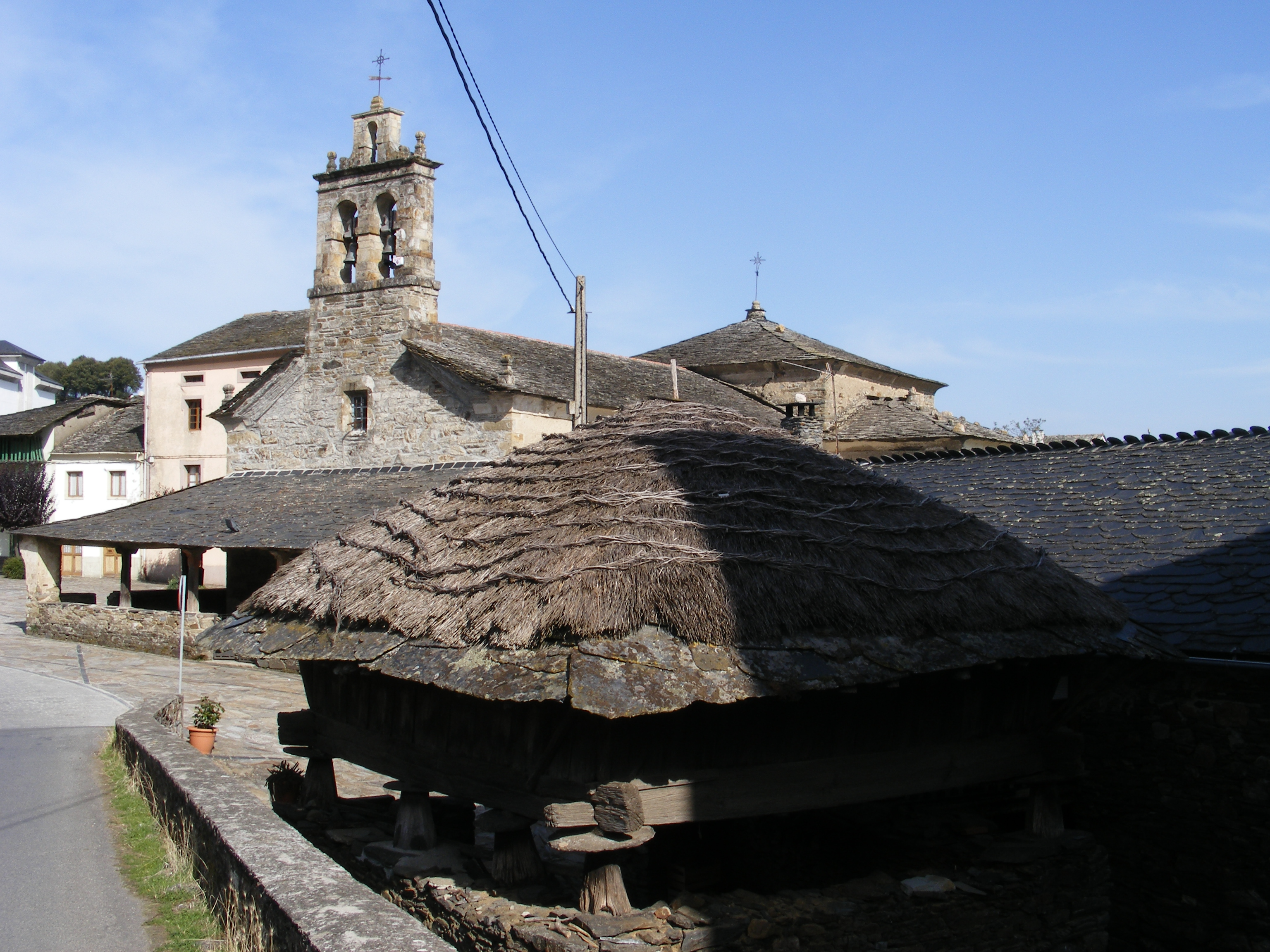
Este hórreo no pertenece a la parroquia de Tormaleo pero está teitado con paja de centeno y sujeción a beu y puede servir de ejemplo.

En el siglo XXI no quedan casas con teito de paja pues se fueron sustituyendo por los tejados de pizarra. Pero como testimonio del pasado queda aún un hórreo teitado con la técnica a paleta, en perfectas condiciones y en pleno uso. Precisamente por esto, por estar en uso es por lo que recibe una subvención de la administración para su adecuado mantenimiento. La cubierta de paja tiene una inclinación bastante acentuada, a cuatro aguas. Presenta un alero de losas de pizarra que sirve como protección de la nieve.
Se tiene una descripción detallada de esta localidad y su urbanismo gracias a la correspondencia que se conserva del magistrado y viajero del siglo XVI Eugenio de Salazar, que visitó el norte de España y en particular esta parroquia donde debió residir algunos días. Sus comentarios son buenos desde el punto de vista documental, con descripciones muy completas sobre la gente y sus casas, aunque tienen en contra las ironías e incomprensiones hacia la tradición, costumbres y cultura populares; critica como cosa rara y sorprendente que en los hogares no se utilicen platos de cerámica de Talavera ni vidrio de Venecia. El antropólogo y escritor Julio Caro Baroja toma para sus estudios la parte descriptiva de estos escritos, haciendo la siguiente advertencia:

Dejo fuera todas las bromas de mejor o peor gusto de que va salpicando y pongo sólo lo que interesa. (Pueblos del norte de la Península Ibérica, p. 293)

## Bienestar social
En el lugar de Luiña se localiza el colegio público San Jorge y el consultorio local de Tormaleo. El consultorio es uno de los dos centros públicos de atención primaria del concejo, encuadrado dentro del área sanitaria II, con cabecera y hospital de referencia en Cangas del Narcea.

## Patrimonio

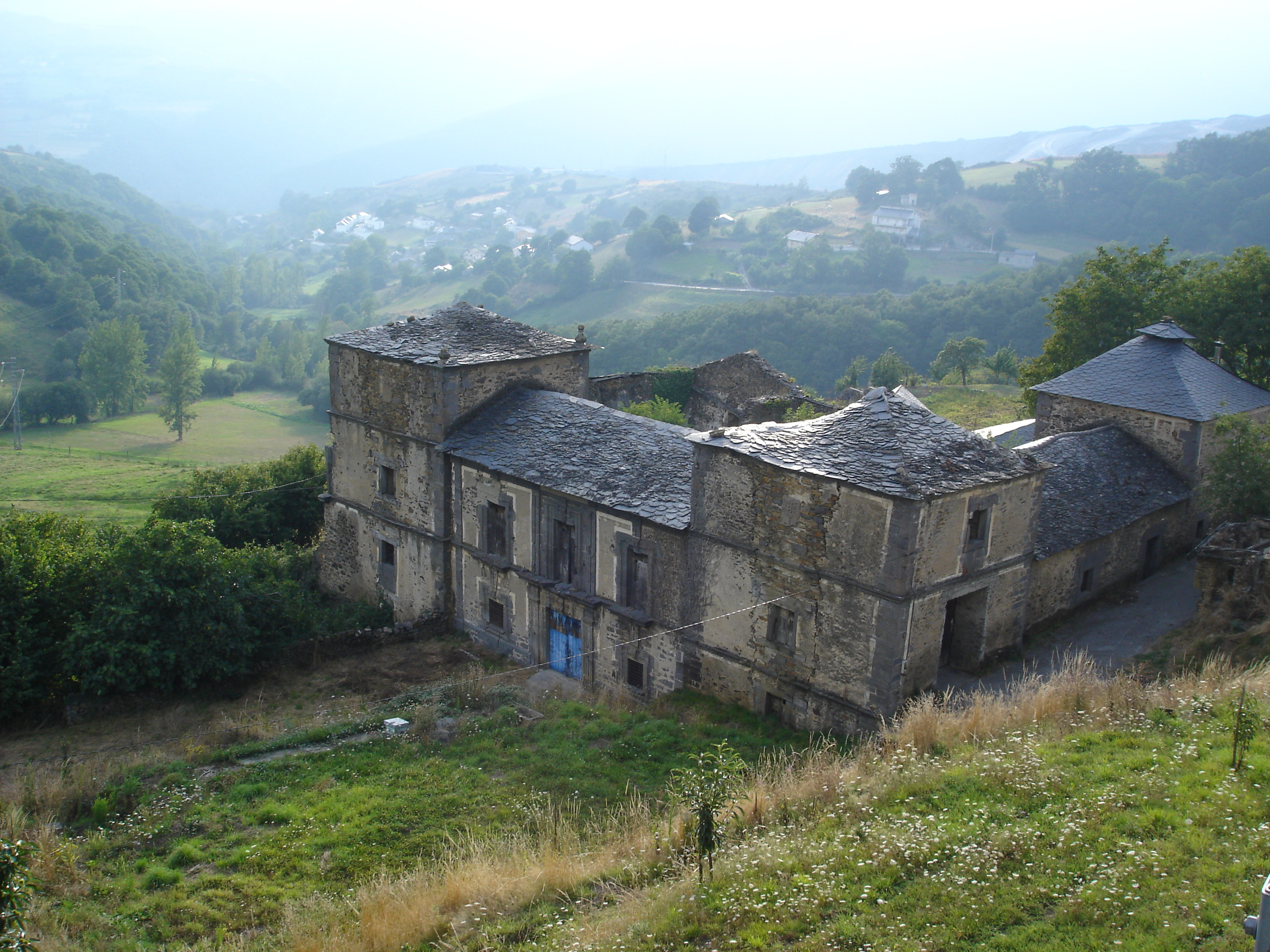
El palacio de Tormaleo, en agosto de 2007.

El edificio más destacado de la parroquia es el palacio de Tormaleo, en estado ruinoso. Este palacio rural, construido en el siglo XVIII, fue declarado Bien de Interés Cultural en 1994, con la categoría de monumento.
Según el anexo I de las normas subsidiarias de Ibias, en el precatálogo de elementos de valor cultural del concejo deberían aparecer los siguientes elementos situados en el término parroquial:
- La citada Casa Palacio de Tormaleo como Bien de Interés Cultural (monumento).
- Los siguientes elementos del Patrimonio Arquitectónico de Interés Histórico Artístico de Asturias:
  - la casa-palloza y los yacimientos arqueológicos en Villares de Arriba; y
  - el castro conocido como el Castelo, en el lugar de Tormaleo.
- Los siguientes edificios:
  - la capilla de Santa María, en Luiña; y
  - la capilla de San Francisco, en Villares de Arriba;

Fernández Suárez y Ron Tejedo, en su obra Patrimonio artístico del concejo de Ibias (1998), incluyen dentro de la parroquia las siguientes edificaciones:
- la iglesia de San Jorge y el palacio, en Tormaleo;
- la capilla de San Roque, en Buso;
- la capilla de la Virgen del Carmen, en Fondodevilla;
- la capilla de Santa María, en Luiña;
- la capilla de Santa Magdalena, en Torga; y
- la capilla de San Francisco y la casa de Felipón, en Villares de Arriba.

## Parroquia eclesiástica
La parroquia eclesiástica de Tormaleo está bajo la advocación de San Jorge. Se encuadra dentro del arciprestazgo de El Acebo de la archidiócesis de Oviedo. La iglesia parroquial se encuentra en el lugar de Tormaleo, celebrándose la fiesta patronal coincidiendo con el Corpus Christi.

## Ocio
En el puerto de montaña de la Campa de Tormaleo existe un área recreativa, y a mediados de agosto se celebra una jira a la misma. Desde el lugar de Villares de Arriba parte el sendero de pequeño recorrido PR-AS 23 que, en un recorrido circular de 19 km, alcanza el pico Miravalles, en la provincia de León.

## Protección ambiental
La zona sureste del término parroquial se encuentra dentro del parque natural de las Fuentes del Narcea, Degaña e Ibias, creado a finales del 2002. Los límites del parque en la parroquia son: al norte, la carretera AS-212, al oeste, el río Luiña; y al sur, el límite con la provincia de León. La mayor parte del término se encuentra dentro de la zona de uso agropecuario, estando las cotas de mayor altitud zonificadas como de alta montaña.